# Anunciação (Orazio Gentileschi, 1600)
Anunciação é um pintura a óleo sobre alabastro realizada por Orazio Gentileschi, de c. 1600-1605, mais tarde montado em ardósia. Produzido em Roma para um comissário privado desconhecido, está agora na residência de Álvaro Saieh e Ana Guzmán como parte da coleção Alana em Newark (Delaware), EUA.